# Castello di Denbigh
Il castello di Denbigh (in inglese: Denbigh Castle; in gallese: Castell Dinbych) è una fortezza in rovina situata nella cittadina gallese di Denbigh, nella contea del Denbighshire (Galles nord-orientale), fatta costruire a partire dal 1282 per volere di Henry de Lacy, III conte di Lincoln.  Si tratta di una delle  fortezze edoardiane del nord del Paese ed ora parte delle mura di cinta cittadine ed è classificato come castello di primo grado.

## Storia
Nel luogo dove si erge la fortezza, sorgeva probabilmente un tempo un'altra fortezza eretta dai Gallesi e chiamata Dinbych, ovvero "fortezza rocciosa" o "piccola fortezza", e che sarebbe stata occupata da Dafydd ap Gruffydd, il fratello di Llewelyn ap Gruffudd.
In seguito, in seno alla guerra di Edoardo I d'Inghilterra contro gli indipendentisti gallesi guidati da Llywellyn ap Gruffud, dopo la conquista della città da parte delle truppe del re nel 1282, il comandante inglese Henry de Lacy fece realizzare una nuova fortezza, dopo aver fatto abbattere quella preesistente.
Nel 1294, la costruzione del castello venne interrotta dopo una temporanea occupazione da parte dei Gallesi.  L'anno seguente, il gallese Madog ap Llywelyn fece ampliare la struttura, con l'aggiunta del corpo di guardia, di una sala d'ingresso e di alcune torri.
Dopo la morte di Henry de Lacy, avvenuta nel 1311, il castello venne ereditato dalla figlia Alice, che ne diventò la proprietaria assieme al marito Thomas, signore di Lancaster, poi giustiziato per tradimento nei confronti di Edoardo II d'Inghilterra nel 1322.
Il castello fu in seguito attaccato, insieme all'intera città, nel settembre del 1400 nel corso della ribellione del gallese Owain Glyndŵr.
In epoca Tudor, il castello venne dato in affitto da Elisabetta I a Robert Dudley, futuro conte di Leicester e signore di Denbigh, il quale non apportò modifiche significative alla struttura.
Durante la guerra civile inglese, il castello era in stato di rovina. Vi furono tuttavia aggiunte delle fortificazioni nel 1642 per volere del colonnello William Salesbury.
Il 2 febbraio 1981, il castello di Denbigh venne inserito nella lista dei monumenti classificati.

## Leggende
Secondo una leggenda, il castello sarebbe abitato dal fantasma di un figlio di Henry de Lacy, costruttore del castello, che sarebbe morto cadendo da una delle torri: si dice che dalla finestra della torre si possa ancora scorgere la faccia triste del ragazzo.
Un altro fantasma che si aggirerebbe nella stessa torre sarebbe la White Lady, che sarebbe stata avvistata nel 1999.